# 林遣都
林遣都（／ Hayashi Kento，1990年12月6日—）是日本男演員，出生於滋賀縣大津市，所屬經紀公司為星塵傳播。

## 簡歷
- 2005年初中3年級畢業旅行時，在澀谷車站被現所屬事務所星探挖掘。
- 2007年作為電影「野球少年」主演初次亮相，獲日本電影金像獎、電影旬報十佳獎等多個新人獎。
- 2008年陸續擔任在遙遠彼方的小千、跳水男孩及Love Fight（日语：ラブファイト）之主演。
- 2009年高中畢業後前往東京，在莎拉公主初次出演電視連續劇。
- 2011年於「コヨーテ、海へ」初次主演電視劇，於荒川爆笑團初次主演電視連續劇。

## 簡介
- 身高173公分，血型O型。
- 專長是書法和棒球。
- 有一個哥哥和一個妹妹。
- 個性較為內向害羞，相當感性纖細，但在生活上相當粗心，甚至曾一天弄丟錢包兩次過，對於挑選適合自己的衣服很苦手，並不擅長做家事。
- 擁有共演女演員都羨慕的美白肌膚，是不容易曬黑的體質。
- 和共同演出電影「跳水男孩」的同年演員池松壯亮關係要好，表示對方是「戀人以上的存在與永遠的對手」。
- 2014年7月，林遣都與大他9歲的女演員中村友理的戀情曝光，二人是在四年前因共演電影《同棲生活》而相識，戀情曝光時兩人已正式交往約一年時間，但這段戀情最終還是以分手而告終。
- 2018年11月，林遣都因出演電視劇《LEGAL V～前律師小鳥游翔子～》而與日本偶像團體AKB48前成員島崎遙香相識，後開始交往。2019年11月，兩人開始同居。但在年底，因林遣都長期留在關西拍戲，兩個人因無法維持遠距離戀愛而分手。
- 2021年7月29日透過事務所宣佈與大島優子結婚。2023年，公佈了第一個孩子出生的消息；2025年，公佈了第二個孩子出生的消息[1]。

## 演出作品
※主演用 粗體字體 顯示

### 電影
- 野球少年（2007年3月10日，東寶）飾演 原田巧
- 在遙遠彼方的小千（2008年1月19日，DEX）飾演 久野悠斗
- 跳水男孩（2008年6月14日，角川映畫）飾演 坂井知季
- Love Fight（日语：ラブファイト）（2008年11月15日，東映）飾演 立花稔
- 余命（2009年2月7日，SDP）飾演 百田瞬太
- 抽屉中的情書（日语：引き出しの中のラブレター）（2009年10月10日，松竹）飾演 速見直樹
- 強風吹拂（2009年10月31日，松竹）飾演 藏原走
- Rise up!（日语：RISE UP）（2009年11月21日，SDP）飾演 津屋崎航
- 談判尤物：腦戰一萬呎高空（2010年2月11日，SDP）飾演 木元祐介
- 東京同棲生活（2010年2月20日）飾演 小窪悟
- 荒川爆笑團（2012年2月4日，Sony Pictures Entertainment Japan（日语：ソニー・ピクチャーズ エンタテインメント (日本)））飾演 市之宫行
- Girl（日语：ガール (小説)） （2012年5月26日，東宝）飾演 和田慎太郎
- 暗金丑島君（2012年8月25日，SDP）飾演 小川純
- 莫逆家族（日语：莫逆家族#実写映画）（2012年9月8日，東映）飾演 火野周平
- 惡之教典 （2012年11月10日，東宝）飾演 前島雅彦
- 只有我不存在的城市（2016年3月19日，華納）飾演 白鳥潤
- ROAD TO HiGH&LOW[[[Wikipedia:格式手册/链接#章節|錨點失效]]]（2016年5月7日，東宝）飾演 日向紀久
  - HiGH&LOW THE MOVIE[[[Wikipedia:格式手册/链接#章節|錨點失效]]]（2016年7月16日）飾演 日向紀久
  - HiGH&LOW THE MOVIE 2 / END OF SKY[[[Wikipedia:格式手册/链接#章節|錨點失效]]]（2017年8月19日）飾演 日向紀久
  - HiGH&LOW THE MOVIE 3 / FINAL MISSION[[[Wikipedia:格式手册/链接#章節|錨點失效]]]（2017年11月11日）飾演 日向紀久
- 花芯（日语：花芯#映画）（2016年8月6日）飾演 雨宮清彥
- 愛上有機男（日语：にがくてあまい#映画）（2016年9月10日）飾演 片山渚
- 晨間秀（2016年10月8日，東寶）飾演 松岡宏二
- 肥皂泡（原著在台灣由麥田出版《我尚未破碎的心》)（2017年3月4日）飾演 伊豆見翔人
- 青禾男高（2017年7月13日，中國）飾演 柴田宗吉
- 解憂雜貨店（2017年9月23日）飾演 松岡克郎
- 櫻桃男孩　(2018電影)（2018年2月17日）飾演 國森信一
- 棒球部員，站在戲劇的舞台上！（日语：野球部員、演劇の舞台に立つ!#映画）（2018年2月24日，潘朵拉TV）飾演 田川柾智[2]
- 在咖啡冷掉之前（2018年9月21日，東宝）飾演 賀田多五郎
- 匪徒們（2018年11月23日，Kino Films（日语：キノフィルムズ））飾演 高田
- 善惡之屑（暫停上映，日活）飾演 島田虎信
- 大叔之愛電影版（2019年8月23日，朝日）飾演 牧凌太
- 戀愛腦內諮商室（20210409在台上映）（日语：私をくいとめて#映画）（2020年12月18日，日活）飾演 多田君
- 那些得不到保護的人（2020年預定，松竹）飾演 蓮田智彦
- 戀愛寄生蟲（日语：恋する寄生虫#実写映画）（2021年預定，KADOKAWA）飾演 高坂賢吾（與小松菜奈雙主演）
- 犬部！（日语：犬部!#映画）（2021年預定，KADOKAWA）飾演 花井颯太
- 鄰人Ｘ：謎樣的女子（2023年12月15日]）飾演 笹憲太郎

### 動畫電影
- 遊戲王：次元的黑暗面（2016年4月23日）飾演 藍神／迪瓦
- 愛麗絲與特蕾絲的虛幻工廠（2023年9月15日）飾演 菊入時宗[3]

### 電視劇
- 給家人的情書（日语：ドラマスペシャル#第1弾『家族へのラブレター』）（2007年8月3日，CX）飾演 福原康平
- 最后的赤纸配達人（日语：最後の赤紙配達人〜悲劇の召集令状64年目の真実〜）（2009年8月10日，TBS）飾演 寺田悟
- 莎拉公主（2009年10月17日－12月19日，TBS）飾演 三浦海都
- 美丘（2010年7月10日－9月18日，日本電視台）飾演 橋本太一
- 殺人草莓夜（2010年11月13日，CX）飾演 北見昇
- コヨーテ、海へ（2011年1月3日，WOWOW）飾演 北村春哉
- 荒川爆笑團（2011年7月26日－9月27日，MBS）飾演 市之宮行
- QP（2011年10月5日－12月28日，日本電視台）飾演 美咲元
- 理想母子第6.7集（2012年2月18日・25日，日本電視台）飾演 金狼
- Blackboard〜與時代戰鬥的教師們〜（日语：ブラックボード〜時代と戦った教師たち〜）  第2夜（2012年4月6日，TBS）飾演 後藤新一
- 戰國BASARA-MOONLIGHT PARTY-（2012年7月23日－9月21日，MBS / 9月5日－10月31日，BS-TBS）飾演 伊達政宗
- 實習醫師五人組（日语：レジデント〜5人の研修医）（2012年10月18日－12月20日，TBS）飾演 矢澤圭
- 卡拉馬助夫兄弟們（2013年1月12日－3月23日，CX）飾演 黑澤涼
- ST 警視廳科學特搜班SP（2013年4月10日，日本電視台）飾演 池田草介
  - ST 紅與白的搜查檔案（2014年7月16日－9月17日）
- 水木茂之怪怪怪的怪談（日语：水木しげるのゲゲゲの怪談）（2013年8月31日，CX）飾演 山谷拓二
- 凝望無鑰之夢（日语：鍵のない夢を見る#テレビドラマ）  第1夜（2013年9月1日，WOWOW）飾演 雄大
- 黑貓時常花店（日语：黒猫、ときどき花屋）（2013年10月1日－11月19日，NHK BS Premium）飾演 拓未
- 福家警部補的問候 第9集（2014年3月11日，CX）飾演 木原幸信
- 銀二貫（日语：銀二貫#テレビドラマ）（2014年4月10日－6月5日，NHK）飾演 松吉
- 死神君 第2集（2014年4月25日，EX）飾演 島孝一
- 玉川區役所（日语：玉川区役所 OF THE DEAD）（2014年10月4日－12月20日，TX）飾演 赤羽晉助
- 惡貨（日语：悪貨 (小説)#ドラマ）（2014年11月23日－12月21日，WOWOW）飾演 島袋一郎
- 京都人秘密的歡愉（日语：京都人の密かな愉しみ）（2015年1月3日，NHK BS Premium）飾演 辻純正
- 殘念丈夫（2015年1月14日－3月25日，CX）飾演 濱中遼
- 高意識系男子（日语：その男、意識高い系。）（2015年3月3日－4月21日，NHK BS Premium）飾演 一條淳
- REPLAY & DESTROY（2015年4月27日－6月15日，MBS、TBS）飾演 真野真廣
- 始饭（日语：シメシ）（2015年6月22日－7月13日，MBS 飾演 小瀬清
- 經世濟民的男人們（日语：経世済民の男）（2015年8月22日、29日，NHK）飾演 辰野金吾
- 殿軍 ～山一證券 最後的聖戰～（日语：しんがり 山一證券 最後の12人#テレビドラマ）（2015年9月20日－10月25日，WOWOW）飾演 吉岡穣
- 熱血街區（2015年10月22日－12月24日，日本電視台）飾演 日向紀久
- 精靈守護者（2016年3月19日－4月9日，NHK）飾演 修伽
  - 精靈守護者II（2017年1月21日－3月25日）
  - 精靈守護者人III 最終章（2017年11月25日－2018年1月27日）
- 火星異種 新希望 （2016年4月26日，dTV ) 飾演 菅野洋平
- 火花（2016年6月3日，Netflix） 飾演 德永太步
- ON 異常犯罪搜查官·藤堂比奈子（2016年7月12日－9月6日，CX）飾演 中島保
- 闷闷不乐的漱石（日语：漱石悶々 夏目漱石最後の恋 京都祇園の二十九日間）（2016年12月10日，NHK BS Premium）飾演 津田青楓
- 別嬪小姐（2016年10月3日－2017年4月1日，NHK）飾演 河合二郎
- 大阪發地方劇（日语：地域発ドラマ）「藍天理髮師（日语：アオゾラカット）」（2017年3月15日，NHK BS Premium）飾演 川村翔太[4]
- 京都人秘密的歡愉 Blue 修業中/京都人的私房雅趣 未來藍調（wakuwaku Japan在台播映譯名）（日语：京都人の密かな愉しみ）（NHK BS Premium）飾演 若林ケント幸太郎
  - 京都人秘密的歡愉 Blue 修業中 送る夏（2017年9月30日）
  - 京都人秘密的歡愉 Blue 修業中 祝う春（2018年4月14日）
  - 京都人秘密的歡愉 Blue 修業中 祇園さんの来はる夏/京都人的私房雅趣 未來藍調 祇園迎夏篇（2019年8月17日）
  - 京都人秘密的歡愉 Blue 修業中 燃える秋（2021年1月30日）
- FINAL CUT（2018年1月9日－3月13日，CX）飾演 小池悠人
- 大叔的愛（2018年4月21日－6月2日，EX）飾演 牧凌太
  - 大叔的愛-Returns-（2024年1月5日－3月1日）
- 童话法廷 第9話「ブレーメンの音楽隊」裁判（2018年8月13日，NHK教育頻道）飾演 镰田宽
- 24時間41特别SP『ヒーローを作った男 石ノ森章太郎物語』（2018年8月25日，日本電視台）飾演 赤塚不二夫
- Legal V～前律師·小鳥遊翔子～（2018年10月12日－12月13日，EX）飾演  青島圭太
- 韋駄天～東京奧運故事～（2019年，NHK）飾演 大橫田勉
- 緋紅（2019年，NHK）飾演 大野信作
- 教場（2020年1月，CX）飾演 平田和道
- 世界由3構成（日语：世界は3で出来ている）（2020年6月11日，CX）飾演 望月勇人、泰斗、三雄
- 姐姐的戀人（2020年10月27日－12月22日，KTV・CX）飾演 吉岡真人
- 東大特訓班2（2021年4月25日－6月27日，TBS）飾演 坂本智之
- 心愛的謊言～溫柔的黑暗～（2022年1月14日－3月4日，EX）飾演 雨宮秀一
- 星新一的不可思議短劇「不眠症」（2022年4月19日，NHK BS4K） 飾演 ケイ氏
- 初戀的惡魔（2022年7月16日－9月24日，日本電視台）飾演 鹿濱鈴之
- Actors Short Films Season 3「COUNT 100」（2023年2月11日，WOWOW） 飾演 加護光輝
- 格雷斯的履歷（2023年3月19日－5月7日，NHK BS Premium）飾演 羽田純哉
- 廚房革命 第1夜（2023年3月25日，EX） 飾演 香美昇一
- 不是因為家人才愛，而是愛的是家人（2023年5月14日－7月16日，NHK BS Premium・NHK BS4K）飾演 小野寺柊司
- VIVANT（2023年7月16日－9月17日，TBS）飾演 乃木卓
- MALICE（2023年9月14日－，U-NEXT） 飾演 星野直人
- 明天會是更好的一天（2025年7月7日－，CX）飾演 藏田總介

### 舞台劇
- 家族の基礎〜大道寺家の人々〜（2016年9月6日 - 10月16日）飾演 大道寺益人
- 子供の事情（2017年7月8日 - 8月1日）飾演 ホジョリン（三谷幸喜）
- 君臣人子小命嗚呼（2017年10月30日 - 11月26日）飾演 哈姆雷特
- 熱帶樹（2019年2月17日 - 3月17日 三島由紀夫原著）飾演 兒子 勇
- 風博士（2019年11月30日 - 2020年1月13日 坂口安吾原著）
- 費德爾（2021年1月8日 - 1月26日）

### MV
- JUNE（日语：JUNE）「You and me」（2007年）
- YUI
  - 「Laugh away」（2008年）
  - 「SUMMER SONG」（2008年）
  - 「GLORIA」（2010年）
  - 「U-niform」（2011年）
- Mr.Children 「Your Song（Original Story）」（2018年）

## 写真集
- REAL☆G 01（2007年1月23日、SDP）
- REAL☆G 02（2007年5月30日、SDP）
- 林遣都1st写真集 Clear（2010年2月24日、SDP）
- 林遣都 作品集 THREE TALES（2020年12月6日、SDP）

## 得獎記錄
電影《野球少年》
- 第31回日本電影金像獎 新人獎
- 第81回電影旬報獎 新人獎
- 第22回高崎電影節（日语：高崎映画祭） 最佳新人獎
- 第17回日本電影影評人大獎 最佳新人獎

电视剧《大叔的爱》
- 第22回日刊體育日劇大賞 助演男優賞

## 外部連結
- 林遣都官方網站 （页面存档备份，存于）
- STARDUST 林遣都資料 （页面存档备份，存于）